# Kenzo Goudmijn
Kenzo Goudmijn (* 18. Dezember 2001 in Hoorn) ist ein niederländisch-surinamischer Fußballspieler, der aktuell bei Derby County unter Vertrag steht.

## Karriere

### Verein
Goudmijn begann seine fußballerische Ausbildung bei den Reiger Boys Heerhugowaard, ehe er 2012 zu AZ Alkmaar wechselte. 2016/17 spielte er bereits für die B-Junioren (sieben Spiele). In der Folgesaison schwankte er zwischen A- und B-Junioren und debütierte bereits im Alter von 16 Jahren für Jong AZ gegen Almere City am 16. März 2018 (30. Spieltag). Einen Monat (36. Spieltag) später schoss er gegen die MVV Maastricht sein erstes Tor für die Zweitmannschaft AZs. In der gesamten Saison war er eher Stammspieler in der Jugend, lief aber siebenmal in der eersten Divisie auf. In der Folgesaison war er dort bereits Stammspieler und traf in 31 Spielen zweimal. Außerdem debütierte er für die Profimannschaft in der Eredivisie, als er gegen Excelsior Rotterdam am 15. Mai 2019 (34. Spieltag) für die letzten Minuten eingewechselt wurde. Auch die darauf folgende Saison absolvierte er bei der zweiten Mannschaft, spielte aber erneut einmal in der Eredivisie und stand einmal im Kader der Europa League. Die Saison darauf stand er bereits regelmäßig im Erstligakader, spielte aber hauptsächlich in der zweiten Liga.
Für die gesamte Saison 2021/22 wurde er an Sparta Rotterdam verliehen, um Spielpraxis auf Erstliganiveau zu sammeln. Am 15. August 2021 (1. Spieltag) wurde er gegen Ende der Partie eingewechselt und gab somit bei einer 0:4-Niederlage gegen den FC Utrecht sein Debüt für die Mannschaft.
Im Januar 2022 wurde die Leihe vorzeitig beendet und Goudmijn wechselte per Leihe zu Excelsior Rotterdam in die Eerste Divisie. Für Rotterdam stand er in der Rückrunde 14-mal in der Startelf und erreichte mit seinem neuen Verein durch die Play-offs den Aufstieg in die Eredivisie. Im Sommer 2022 wurde die Leihe daraufhin für die Saison 2022/23 verlängert. Insgesamt absolvierte er in eineinhalb Jahren 60 Pflichtspiele für Excelsior Rotterdam und erzielte dabei 6 Tore.
Nachdem Goudmijn zunächst im Sommer 2023 zu AZ Alkmaar zurückgekehrt war, wurde er im Januar 2024 Excelsior Rotterdam verliehen. Im Sommer 2024 erfolgte schließlich ein Transfer zu Derby County.

### Nationalmannschaft
Goudmijn spielte bislang für mehrere Juniorennationalmannschaften der Niederlande und gewann mit der U17 die U17-EM 2018.

## Sonstiges
Goudmijn ist der Sohn des ehemaligen Fußballspieler und aktuellen Co-Trainer AZ Alkmaars, Kenneth Goudmijn.

## Erfolge
- U17-Europameister: 2018
- Aufstieg in die Eredivisie: 2021/22 (Excelsior Rotterdam)